# 岡村仁
岡村 仁（おかむら まさし、1984年2月19日 - ）は、大阪府出身の競艇選手。登録番号4311。身長167cm。血液型O型。95期。大阪支部所属。師匠は野添貴裕（3555)、同期に青木幸太郎、峰竜太、加藤綾らがいる。

## 来歴
- やまと競艇学校時代、リーグ戦勝率8.09（準優出3　優出5　第4戦優勝）の成績を残して、卒業記念競走で優勝しやまとチャンプ（現・養成所チャンプ）となる。勝率も第1位という高成績を残した。
- 2004年11月11日、住之江競艇場でデビュー（3着）。11月13日、3日目2Rで初勝利（3走目）。
- 2005年8月29日、三国競艇場での「第29回九頭龍賞」で初優勝（初優出）。
- 2009年1月20日、琵琶湖競艇場での「G1第23回新鋭王座決定戦競走」初日5RでG1初勝利[1]。
- 2010年5月16日、戸田競艇場での新鋭リーグ第6戦で2度目の優勝。
- 2013年7月9日、江戸川競艇場での「G1江戸川大賞 開設58周年記念」でG1初優勝（初優出）。

## エピソード
- やまと競艇学校には92期で入所したが、同期の男子訓練生数人と共謀して集団退所事件を起こしてしまい、その際に退所処分となった。その後反省し、やまと競艇学校に謝罪を行ったため同校への再入学が認められ、再受験の上で95期として再入学した[2]。
- 2020年7月に、自らのYouTubeチャンネルとして「岡村仁のスタディーボートレース」を開設しYouTuberデビュー。住之江競艇場の協力も得て、選手目線からボートレースの話題を紹介する活動も行っている。なお動画の編集等の作業は妻が行っている[3]。